# Chamonix-Mont-Blanc
Chamonix-Mont-Blanc (în limba francoprovensală Chamônix) este un oraș în Franța, în departamentul Haute-Savoie, în regiunea Ron-Alpi. Cunoscut la nivel  mondial, Chamonix este considerat „Mecca”  alpinismului și al sporturilor montane. Este un oraș foarte cosmopolit. Locuitorii săi se numesc chamoniarzi (în franceză les Chamoniards și les Chamoniardes).

## Geografie

### Așezare geografică
Numit Chamonix în limbajul curent, orașul se situează în partea de nord a Alpilor, la poalele Masivului Mont-Blanc, foarte aproape de punctul comun de frontieră dintre Franța, Elveția și Italia. Chamonix Mont-Blanc este a patra comuna ca mărime din Franța, cu o suprafață de 245 km².
Vârful Mont Blanc (4.808,75 m) se situează pe teritoriul comunei învecinate, Saint-Gervais-les-Bains, foarte aproape de granița dintre cele două. În localitate se află mai multe vârfuri care depășesc 4.000 m:  Aiguille Verte (4.122 m), Dent du Géant (4.013 m), Mont Maudit (4.465 m) și Mont Blanc du Tacul (4.248 m). Localitatea Chamonix se află în apropierea granițelor cu Elveția (localitatea Le Chatelard, 1.120 m) și Italia (șaua Géant, 3.365 m).

## Căi de acces
Prin Chamonix trece drumul național N205 (2x2 benzi), prelungirea Autostrăzii A40 (autostrada Albă – autoroute Blanche) care se oprește în localitatea Le Fayet, în apropiere de Saint-Gervais-les-Bains. Pe teritoriul localității Chamonix se găsește intrarea în tunelul Mont-Blanc, care leagă Franța de Italia, și deci localitatea Chamonix de localitatea Courmayeur.
Prin Chamonix, trece linia SNCF Saint-Gervais-Vallorcine care leagă gara Le Fayet (corespondență cu TGV) de frontiera cu Elveția. Linia se continuă apoi până în localitatea elvețiană Martigny. Din Chamonix pornește calea ferată Montenvers, care permite accesul către Marea de Gheață (Mer de Glace).
Localitatea posedă două heliporturi: DZ des Bois și DZ d'Argentière.